# Verne Gagne
Laverne Clarence „Verne“ Gagne (* 26. Februar 1926 in Corcoran, Minnesota; † 27. April 2015 in Bloomington, Minnesota) war ein US-amerikanischer Ringer, Footballer, Wrestler, Wrestlingtrainer und Wrestlingpromoter. Er war bis 1991 Besitzer der American Wrestling Association, einer der führenden Wrestlingligen, vor Zeiten der World Wrestling Federation. Er wurde sowohl in die WWE Hall of Fame (2006), WCW Hall of Fame (1993), Professional Wrestling Hall of Fame (2004) und Wrestling Observer Newsletter Hall of Fame (1996) aufgenommen. Sein Sohn Greg war ebenfalls Wrestler.

## Anfänge
Gagne wuchs in Minnesota auf, wo er die Robbinsdale High School besuchte und dort bereits in den Sportarten American Football, Baseball und vor allem Ringen erfolgreich war. 1943 kam er auf die University of Minnesota und spielte dort weiterhin Football. Ein Jahr später ging er zu den Marines, bevor er nach seiner Rückkehr zweimal NCAA Champion im Ringen wurde, 1947 von den Chicago Bears in die NFL geholt wurde und 1948 schließlich Mitglied des erweiterten Olympiateams im Freistilringen war.

## Karriere
1949 begann Gagne dann in Texas professionell mit dem Wrestling und war in den 1950er Jahren in verschiedenen Regionen des Wrestlingdachverbandes National Wrestling Alliance tätig. Durch seine aus dem Amateurringen stammende überragende Technik war er bei den Fans sehr beliebt und war zu dieser Zeit einer der bestverdienenden Wrestler im Geschäft.

### AWA
1960 eröffnete Gagne seine eigene Promotion, die American Wrestling Association. Er selbst wurde zunächst ihr Topstar und bekam den höchsten Titel, den AWA World Heavyweight Title, welchen er insgesamt zehnmal halten sollte. Eine dieser Regentschaften dauerte vom 31. August 1968 bis zum 8. November 1975, eine der längsten im Wrestlinggeschäft.
Als Promoter setzte Gagne vor allem auf technisch basiertes Wrestling, ganz im Gegensatz zur Konkurrenz, welche eher auf den Showeffekt baute. Viele bekannte Superstars des Wrestling traten in der AWA auf, so z. B. Nick Bockwinkel, Jerry Lawler, Jesse Ventura und auch Hulk Hogan. Des Weiteren trainierte Gagne über 90 Wrestler, darunter die für ihr hervorragendes Können bekannten Ric Flair, Ricky Steamboat und Curt Hennig.
1983 hatte die AWA einen herben Verlust zu verkraften: Der bereits sehr populäre Hulk Hogan wechselte zur WWF und avancierte dort zum Topstar. Da die Show im Wrestling in den Folgejahren immer wichtiger wurde und Gagne aber weiterhin auf die „alte Schule“ setzte, musste die AWA 1991 endgültig schließen. Die WWF erwarb darauf die Rechte an allen AWA-Aufzeichnungen. 1996 erwarben die ehemaligen AWA-Angestellten Dale Gagne (nicht verwandt) und Jonnie Stewart die Rechte an der Promotion an sich und eröffneten sie wieder unter dem Namen AWA Superstars of Wrestling. Die Rechte am Logo und den Aufzeichnungen verblieben jedoch bei der WWE.

### Leben im Ruhestand und Tod
Gagne litt zuletzt an Alzheimer und wohnte in einem Altenheim in Bloomington, Minnesota.
Am 26. Januar 2009 kam es zu einem Zwischenfall, als er mit seinem ebenfalls an Alzheimer erkrankten Zimmergenossen Helmut R. Gutmann in Streit geriet, in dessen Verlauf Gutmann von Gagne angeblich zu Boden geschubst wurde. Gutmann brach sich die Hüfte und erlitt schwere Kopfverletzungen. Kurz nach seiner Entlassung aus dem Krankenhaus verstarb Gutmann an Komplikationen der Verletzungen, die ihm Gagne zugefügt haben soll. Am 13. März 2009 wurde Gagne freigesprochen, da er unter Demenz litt.
Am 27. April 2015 starb Gagne im Alter von 89 Jahren.

## Erfolge
- AWA World Heavyweight Title (10×)
- AWA World Tag Team Title (4×)
- IWA World Heavyweight Title
- NWA Texas Heavyweight Title (3×)
- NWA US Title (2×)
- NWA World Junior Heavyweight Title
- NWA World Tag Team Title

## Sonstiges
- 1974 produzierte Gagne den Film The Wrestler, wo er einen alternden Wrestler spielte. Zu jener Zeit war er 47 Jahre alt.
- Laut Hulk Hogans Biografie soll er dem Iron Sheik Geld dafür angeboten haben, Hogan vor Wrestlemania I ein Bein zu brechen, was für Gagnes Hauptkonkurrenten, McMahons WWF, das Ende bedeutet hätte.
- Seine Tochter Kathy war mit dem Wrestler Larry Zbyszko verheiratet.
- Während seiner aktiven Zeit galt Gagne stets als „Face“.